# Ngoulmakong (Lomié)
Pour les articles homonymes, voir Ngoulmakong.
Ngoulmakong, ou Ngoulemakong, est un village du Cameroun situé dans la région de l'Est et dans le département du Haut Nyong. Ngoulmakong fait partie de la commune de Lomié, du canton Djem-Centre et de l'arrondissement de Messamena.

## Orthographes
Selon les sources, le village est orthographié Ngoulmakong, Ngoulemakong, ou Ngoulémakong.

## Géographie

### Localisation
|                                                          | Nsan, Lembe, Ovong, Fang Biloun, Awa, Nkobdombo |                     |
| Efoulan, Eyes, Akok Yebekolo, Akok Maka, Nyabewa, Nyenda | Lomié (Ngoulmakong)                             | Mayos, Makok, Mbama |
|                                                          | Landa, Dja, Akok-Bikélé, Ngoulmekong            |                     |

Le village se trouve sur la Route d'Abong-Mbang à Ayos.

### Topographie
Le village se situe à 607 m d'altitude.

## Démographie
Lors du recensement de 2005, Ngoulmakong comptait 113 habitants dont 53 de sexe masculin et 60 de sexe féminin.
En 1966-1967, le canton Djem-centre comptait 676 habitants, dans lequel le village comptait 140 habitants.